# Свалочный газ
Газ из органических отходов, выделяющийся из мусора — биогаз, образующийся в результате анаэробного разложения органических отходов (пищевые отходы, бумага, картон и т. д.).

## Состав
| Вещество            | %     |
| ------------------- | ----- |
| Метан, CH4          | 50–75 |
| Углекислый газ, CO2 | 25–50 |
| Азот, N2            | 0–10  |
| Сероводород, H2S    | 0–3   |
| Кислород, O2        | 0–2   |
| Водород, H2         | 0–1   |

Гниение мусора происходит под воздействием бактерий, принадлежащих к двум большим семействам: ацидогенов и метаногенов. Ацидогены производят первичное разложение мусора на летучие карбоновые кислоты, метаногены перерабатывают летучие карбоновые кислоты в метан CH4 и диоксид углерода CO2. Кроме того, водород поглощается углекислым газом с образованием того же метана:
1. {\displaystyle \mathrm {CH_{3}COOH\rightarrow CH_{4}+CO_{2}} }
2. {\displaystyle \mathrm {CO_{2}+4\;H_{2}\rightarrow CH_{4}+2\;H_{2}O} }

В результате свалочный газ состоит из примерно 50–75 % метана CH4, 25–50 % CO2 и примесей азота, сероводорода и органических веществ. При исследовании 7 свалок в Великобритании в 1997 году было обнаружено около 140 веществ, в том числе алканы, ароматические углеводороды, циклоалканы, терпены, спирты и кетоны, соединения хлора. При обследовании полигона ТБО «Кучино» в 2017 году было идентифицировано, исключая изомеры, около 160 органических соединений.

## Эволюция полигона
Одной из характерных особенностей мусорных свалок является их неоднородность. В среднем около 75 % муниципальных отходов — это биоразлагаемые органические материалы. Вещества, содержащиеся в отходах, существенно различаются по скорости разложения. Отходы пищи разлагаются быстро. Садовые отходы относятся к группе со средним периодом полураспада — 5 лет. Бумажные, картонные, древесные, текстильные отходы медленно разлагаются (период разложения — 15 лет). Однако пластмасса и резина не разлагаются.
Мертвое органическое вещество подвергается процессам гниения. Под воздействием микроорганизмов происходит аэробная деградация, которая продолжается до тех пор, пока в окружающей среде присутствует кислород. Конечным продуктом разложения является смесь газов, состоящая в основном из углекислого газа и метана в различных пропорциях. После процесса ферментации оставшаяся органическая масса трансформируется очень медленно. Система достигает состояния стабилизации; это начало процесса карбонизации.
Стабилизация полигона является концом газовой эволюции. Образование метана начинается в анаэробной среде. Совокупность микроорганизмов, вызывающих этот процесс, характеризуется динамичным сосуществованием различных видов, связанных с пищевой цепью:
- первая группа бактерий ферментации отвечает за гидролиз сложного пищевого сырья экзоферментами. В результате этих процессов образуются простые сахара, аминокислоты и жирные кислоты. Эти мономеры затем обрабатываются одними и теми же или разными бактериями в различные промежуточные соединения, например ацетаты и водород или пропионаты, бутаны, валераты, лактаты и этанол.
- вторая группа бактерий производит ацетат и водород из ранее образованных промежуточных продуктов, азотсодержащие органические вещества производят ионы аммония и серосодержащие ионы гидросульфидa- .
- третья группа микроорганизмов — метаногенные бактерии  производят метан с использованием ацетатов.

Было обнаружено, что метан может образовываться не только из водорода и углекислого газа, но также из формиатов, метанола и метиламинов.

## Применение
Свалочный газ собирают, предотвращая загрязнение атмосферы (к тому же, метан обладает сильным парниковым эффектом), и используют в качестве топлива для производства электроэнергии, тепла или пара, или в качестве автомобильного топлива.
Из 6 тыс. свалок, действующих в США (2004 год), около 360 собирают и утилизируют свалочный газ. Коммерческое извлечение метана возможно ещё на 600 свалках. Полученного из этого газа электричества будет достаточно для снабжения 1 миллиона домохозяйств. К 2025 году США планируют получать 29 млрд кВт·ч электроэнергии ежегодно из бытового мусора и свалочного газа.
В 2002 году в Европе действовало 750 объектов по получению свалочного газа, всего в мире — 1152, общая мощность производства энергии — 3929 МВт, объём обрабатываемых отходов — 4548 млн т.

## Экология
Потенциальное влияние метана на глобальное изменение климата в 23—25 раза больше влияния CO2, поэтому захват метана — один из важных способов предотвращения глобального потепления.
Свалки Канады выбрасывают в атмосферу 20 % парникового газа метана от национального уровня. Канадские организованные свалки сокращают выбросы парниковых газов на 3,7 млн тонн в год.
Типичный проект утилизации свалочного газа мощностью 4 МВт сокращает выбросы парниковых газов эквивалентные выбросам 45 тыс. автомобилей. Для поглощения такого количества газов необходимо высадить лес на площади 60 тыс. акров. Производимая проектом энергия позволяет сэкономить 500 тыс. баррелей нефти в год.
По данным EPA (Агентство по защите окружающей среды США) в 2006 году улавливание свалочного газа в США предотвратило выбросы в атмосферу 20 млн метрических тонн парниковых газов в СО2 эквиваленте. Это примерно соответствует выхлопам 14 миллионов автомобилей. Для захвата такого количества СО2 потребовалось бы высадить 20 млн акров лесов. Утилизация лэндфилл-газа в 2006 году позволила США сэкономить 169 млн баррелей нефти.

## История
Первая современная мусорная свалка с применением специальных инженерных сооружений открылась в Калифорнии (США) в 1937 году. Исследования и применение свалочного газа в США активизировалось после принятия в 1965 году закона об утилизации твёрдых отходов («Solid Waste Disposal Act»).
Англоязычный термин «landfill» (рус. свалка) устоялся только в 50-х годах. До этого применялись термины Sanitary fill, sanitary-fill, и sanitary land-fill. Работы по утилизации свалочного газа ускорились во время нефтяного кризиса 70-х годов. С 1980 года правительство США начало предоставлять налоговые льготы производителям свалочного газа. К концу 1984 года в США действовала 41 тепло-электростанция, работающая на свалочном газе. 

## Метод производства
Ha первом этапе строительства создаётся принимающая ёмкость (котлован), рассчитанный на 10—20 лет пользования. На дне котлована укладывается слой глины толщиной 1 метр (или полиэтиленовая плёнка) для предотвращения проникновения загрязненных вод в почву. В процессе строительства мусор вносится в котлован порциями в специальные ячейки, соответствующими суточной норме его поступления на свалку. Каждая такая ячейка высотой от 2 до 4 метров изолируется глиной от предшествующих и последующих.
После заполнения котлована мусором, его закрывают «кровлей» — глиной, плёнкой, засыпают землёй, сверху высаживают траву. Котлован оснащается инженерными сооружениями для отвода жидких и газообразных продуктов разложения мусора. В теле котлована закладываются скважины, трубы, устанавливается насосное оборудование. Полученный газ передаётся по трубопроводам на электростанции, котельные, печи обжига, микротурбины и т. д.
Первые 2—3 месяца из закрытого котлована с мусором выходит, в основном, CO2. Затем начинается выделение полноценного свалочного газа, которое продолжается до 30—70 лет. После 25 лет выработка метана начинает медленно сокращаться. После прекращения выработки газа территория, занятая котлованом, может быть вновь использована для повторного использования и переработки муниципального мусора.
В США ведутся научные исследования и разработки новых технологий, применение которых позволит уменьшить время выхода свалки на инертную заключительную стадию развития до всего лишь 10 или даже 5 лет.
Предполагается использовать данную технологию при переработке мусора на самой крупной мусорной свалке в Латинской Америке — Бордо Поньенте. Власти города Мехико предполагают выделить территорию для строительства котлована на юго-востоке города.